# Papervision3D
Papervision3D è una libreria di classi creata per ActionScript 2 e 3 di Adobe Flash e Flex.
Fra gli sviluppatori ci sono Carlos Ulloa e John Grden.
Con l'aumento del successo ottenuto tra gli sviluppatori, Papervision è ora disponibile su Google Code, all'indirizzo .

Il progetto è reperibile anche attraverso SVN all'indirizzo .
Il progetto si distingue per il supporto per modelli COLLADA, che risultano essere più comodi rispetto agli ASE (ASCII Scene Export) già supportati da altre librerie con lo stesso scopo, per esempio Sandy 3D.
Nonostante il rilascio della versione CS4 di Flash, che implementa un semplice motore 3D nativo, Papervision e le altre librerie preesistenti continuano ad essere usate e a migliorarsi, grazie agli aggiornamenti della Action Script Virtual Machine

## Difetti
Purtroppo, pur dando grandi possibilità, i progetti come Papervision, richiedono un'enorme quantità di memoria, impedendogli di affermarsi.
Ciò è dovuto principalmente al fatto che l'esecuzione di Papervision è delegata interamente al player, che fa scarso uso della GPU, basandosi quasi unicamente sulla potenza di calcolo del processore.
Questo difetto è particolarmente evidenziato nella versione 8 del player, mentre Adobe, prese in considerazione queste librerie, sta lavorando per smistare i calcoli fra GPU e CPU.
Nello sviluppo del Flash Player 10, è stata una priorità il miglioramento dell'accelerazione hardware, facendo sentire sempre meno questo problema.

## Esempi famosi
- Primo "Gioco" realizzato con l'ausilio di questa libreria da John Grden.
- Archiviato il 9 novembre 2008 in Internet Archive. Esempio di guida incluso anche nei sorgenti distribuiti con la libreria.
- Recente esempio di un danzatore stilizzato.
- Esempio che permette di gestire una forma realizzata con papervision3d con il wiimote grazie alla libreria wiiflash.
- Gioco della playStation ripreso e adattato a Flash.
- Entra nei portali per cambiare stagione.